# Kazuo Ishiguro
Kazuo Ishiguro (カズオ・イシグロ Kazuo Išiguro, původně 石黒一雄 Išiguro Kazuo; * 8. listopadu 1954 Nagasaki) je britský spisovatel japonského původu. Od roku 1960 žije trvale ve Velké Británii. V roce 2017 mu byla udělena Nobelova cena za literaturu.

## Život
Rané dětství strávil Ishiguro v Japonsku, ale již v šesti letech se celá rodina přestěhovala do Velké Británie, neboť jeho otec byl zaměstnán u Národního oceánografického institutu, kde byl pověřený kontrolou provozu vrtných plošin. Kazuo vystudoval University of Kent v Canterbury a zprvu se živil jako sociální kurátor. Na University of East Anglia v Norwichi navštěvoval kurzy tvůrčího psaní. Zde patřili k jeho školitelům Malcolm Bradbury, Angela Carterová a Angus Wilson.
V roce 1981 publikoval první povídky. O rok později vyšel jeho první román A Pale View of Hills (česky Vybledlý pohled na kopce), příběh japonské "atomové" vdovy žijící v Anglii. Roku 1982 obdržel britské občanství. V roce 1986 následoval další román,  An Artist of the Floating World (česky Malíř pomíjivého světa), který byl navržen v užším výběru na prestižní Bookerovu cenu.
Ishigurova třetí kniha The Remains of the Day (česky Soumrak dne) je jeho prvním velkým dílem, které je zcela vzdáleno japonským reáliím. Deníkovou formou popisuje několikadenní putování a vzpomínky konzervativního anglického majordoma, pro něhož je loajalita vůči zaměstnavateli nejvyšší životní hodnotou. Tento román již Bookerovu cenu získal a následně byl zfilmován s Anthony Hopkinsem a Emmou Thompsonovou v hlavních rolích.
Kazuo Ishiguro dál pokračoval v publikační činnosti. Román Never Let Me Go (česky Neopouštěj mě) byl nominovaný na Booker Prize 2005), stejně jako předcházející When We Were Orphans (česky Když jsme byli sirotci) z roku 2000. Tento román, odehrávající se v cizinecké čtvrti v meziválečné Šanghaji, byl navržený i na Whitbreadovu cenu.
V roce 2003 vznikl podle Ishigurova scénáře film odehrávající se ve 30 letech, The Saddest Music in the World (česky Nejsmutnější hudba na světě) s Isabellou Rossellini v hlavní roli.

## Literární charakteristika
Kazuo Ishiguro ve svých dílech příležitostně využívá zážitků z Japonska a zkušeností z japonské společnosti. Používáním exotických či snových motivů ve svých dílech se zařadil mezi aktuální populární britskou literární vlnu, mezi jejíž příslušníky patřili nebo patří např. Angela Carterová či Salman Rushdie. Většina jeho děl je rovněž inspirována minulostí (The Remains of the Day se odehrávají v 50. letech, When We Were Orphans ve 30. letech 20. století) a vystupují v nich reálné historické postavy. Romány jsou psány v první osobě, buď formou vzpomínek, nebo deníkových záznamů.

## Recepce autorova díla
„V případě Ishigura jde o nejvyšší patra britské literatury, je srovnatelný s takovými autory, jako je Ian McEwan nebo Julian Barnes, to je velká trojka. Mohl by k nim patřit ještě Martin Amis. [...] Většinou si vybírá hrdiny, kteří jsou nějak poznamenaní a celou prózu se snaží rozkódovat, jakou chybu dělali. Málokdy se jim to podaří. [...] To, že kritizuje britskou společnost s jemností japonského dřevořezu nebo kresby, je velmi působivé [...].“
Petr Matoušek, publicista

## Seznam děl
- A Pale View of Hills, 1982. (Česky Vybledlá krajina s kopci, překlad Zdena Pošvicová, vyd. 2019)
- An Artist of the Floating World, 1986. (Česky Malíř pomíjivého světa, překlad Jiří Hanuš, vyd. 1999)
- The Remains of the Day, 1989. (Česky Soumrak dne, překlad Zdena Pošvicová, vyd. 1997)
- The Unconsoled 1995. (Česky Neutěšenci, překlad Alena Dvořáková, vyd. 2020)
- When We Were Orphans, 2001. (Česky Když jsme byli sirotci, překlad Renata Kamenická, vyd. 2006)
- Never Let Me Go, 2005. (Česky Neopouštěj mě, překlad Gisela Kubrichtová, vyd. 2007)
- Nocturnes: Five Stories of Music and Nightfall, 2009. (Česky Nokturna: Pět příběhů o hudbě a soumraku, překlad Ladislav Nagy, vyd. 2010)
- The Buried Giant, 2015. (Česky Pohřbený obr, překlad Lenka Sobotová, vyd. 2017)
- Klara and the Sun, 2021. (Česky Klára a Slunce, překlad Alena Dvořáková, vyd. 2022)

## Ishiguro a film
V roce 1993 zfilmoval režisér James Ivory pod stejným názvem román Soumrak dne, v hlavních rolích s Anthony Hopkinsem a Emmou Thompsonovou. Román Neopouštěj mě natočil roku 2010 Mark Romanek, hlavní role Carey Mulliganová a Andrew Garfield. Ishiguro, který je rovněž filmovým producentem, napsal scénáře k filmům Nejsmutnější hudba světa (2003, rež. Guy Maddin) a Bílá hraběnka (2005, rež. James Ivory).